# Psilocaulon
Psilocaulon ist eine Pflanzengattung aus der Familie der Mittagsblumengewächse (Aizoaceae).

## Beschreibung
Die Arten der Gattung Psilocaulon sind liegende, niederliegende oder aufrechte kleine Sträucher mit faserigen Wurzeln. Abhängig von der Wasserversorgung sind einige Arten kurzlebig bis einjährig. Die grüne Rinde der Internodien ist in gewissem Ausmaß sukkulent und enthält zusätzliche Gefäßbündel. Bei den meisten Arten weisen die Internodien eine deutliche feine horizontale Rinne auf. Ihre Laubblätter sind fast zylindrisch oder leicht dreieckig. Sie sind kreuzgegenständig angeordnet, an ihrer Basis kurz miteinander verwachsen oder frei und oft an der Blattscheide mit häutchenartigen Rändern versehen. Die Laubblätter sind einjährig und fallen entweder ab oder trocknen ein. Zentrale wasserspeichernde Zellen sind nicht vorhanden. Die Blasenzellen der Internodien und Laubblätter sind mesomorph, gewölbt, haarähnlich oder abgeflacht.
Die Blüten bilden Zymen und sind nur selten einzeln. Sie weisen einen Durchmesser von 5 bis 25 Millimeter auf. Es sind vier bis fünf Kelchblätter vorhanden, die zu einer kurzen Röhre miteinander verwachsen sind. Die wenigen, rosafarbenen, braunroten, gelben oder weißen Kronblätter sind sehr kurz miteinander verwachsen oder frei. Die fadenförmigen Staminodien sind zu einem Kegel zusammengefasst. Die Nektarien sind schmal muschelförmig oder fehlen.
Die vier- bis fünffächrigen, kräftigen Kapselfrüchte besitzen nach unten gebogene Klappenflügel. Die Kapselfrüchte enthalten ockerfarbene bis braune, manchmal dunkel gewarzte Samen mit einer rauen bis glatten Samenschale. Sie sind 0,5 bis 1,2 Millimeter lang.

## Systematik und Verbreitung
Die Gattung Psilocaulon ist im Süden Angolas, in Australien, Namibia sowie den südafrikanischen Provinzen Ostkap, Freistaat, Nordkap, und Westkap in der Karoo in Winter- und Sommerregengebieten verbreitet.
Die Erstbeschreibung erfolgte 1925 durch Nicholas Edward Brown. Die Gattung Psilocaulon gehört zur Unterfamilie Mesembryanthemoideae innerhalb der Familie der Mittagsblumengewächse. Die Typusart ist Psilocaulon articulatum.
Nach Heidrun Hartmann (2017) umfasst die Gattung Psilocaulon folgende Arten:
- Psilocaulon articulatum (Thunb.) N.E.Br.
- Psilocaulon bicorne (Sond.) Schwantes
- Psilocaulon coriarium (Burch. ex N.E.Br.) N.E.Br.
- Psilocaulon densum N.E.Br.
- Psilocaulon dimorphum (Welw. ex Oliv.) N.E.Br.
- Psilocaulon dinteri (Engl.) Schwantes
- Psilocaulon foliosum L.Bolus
- Psilocaulon gessertianum (Dinter & A.Berger) Dinter & Schwantes
- Psilocaulon granulicaule (Haw.) Schwantes
- Psilocaulon junceum (Haw.) Schwantes
- Psilocaulon leptarthron (A.Berger) N.E.Br.
- Psilocaulon parviflorum (Jacq.) Schwantes
- Psilocaulon rapaceum (Jacq.) Schwantes
- Psilocaulon salicornioides (Pax) Schwantes
- Psilocaulon subnodosum (A.Berger) N.E.Br.

## Nachweise